# Chiesa di Sant'Antonio Abate (Sesto Calende)
La chiesa di Sant'Antonio abate è un edificio religioso del comune di Sesto Calende risalente al XII - XVII secolo, parrocchiale di Oriano Ticino.

## Storia
Da tempo immemore Oriano sopra Ticino ed altri territori erano posseduti dalla famiglia dei nobili Crivelli, i quali erano anche titolari del diritto di juspatronato sulla cappella di Sant'Antonio.
Detta cappella fu dotata di terre, vigne e boschi i cui frutti, rappresentati dagli affitti versati dai massari e dai raccolti di segale, miglio e vino, venivano introitati dal cappellano per il suo sostentamento.
Il sacerdote aveva l'obbligo della celebrazione di un determinato numero di messe per il popolo e dell'assistenza spirituale; non risiedeva necessariamente il loco.
Ci furono diversi titolari della cappella di Sant'Antonio uno dei più importanti fu Francesco de Pinolis a cui venne confidata questa cappella dai titolari del juspatronato, lui accettò, venne nominato e lo eleggerono cappellano della cappella di Sant'Antonio.
Ciò avverrà alla condizione che, fino a quando non sarà promosso prete, il chierico de Pinolis dovrà avere a sua disposizione un sacerdote per provvedere alle necessità divine della cappella.
Il de Pinolis, contrariamente ai suoi predecessori, resta titolare della cappella di Sant'Antonio per 17 anni, e cioè fino all'anno della sua morte avvenuta nel 1562
lo stesso anno il notaio Geronimo de Coriolo, abitante a Castelletto sopra Ticino,viene convocato in Oriano nella casa di abitazione di Geronima Visconti.
A costei compete, sia il diritto generale perché per inviolata consuetudine, il diritto di fondazione e dotazione della cappella, in quanto figlia di Ermes e Bianca Crivelli, e sorella ed erede di Eusebio, ed infine perché erede dei lasciti del marito Giacomo Antonio della Croce.
Donna Geronima, il lunedì 21 dicembre 1562, elegge nomina e disegna a cappellano della chiesa di Sant'Antonio il sacerdote Pietro de Reghizellis.
Affinché l'elezione ottenga il suo effetto, Geronima nomina procuratori speciali i presenti signori Pompeo della Croce, Filippo da Lampugnano, Boniforte Corsigiani, Giò Batta Beranrdigni, Bernardino de Bubjs, Giovanni de Mazis, Cristoforo Venegono e Daniele da Cusano.
La nomina non viene accettata dall'Arcivescovo Borromeo il quale insedia il sacerdote nella cappella di Sant'Antonio, in base al diritto ordinario. Donna Geromina muore e la tutela del figlio minore Giacomo Antonio viene assunta dal nonno paterno Pompeo dalla Croce. Questi si preoccupa di documentare il diritto di juspatronato del nipote ed il suo diritto alla nomina del cappellano della cappella di Sant'Antonio.
A dimostrazione di ciò presenta lettere sussidiali concesse dal Vicario della curia episcopale milanese, e le consegna al notaio di Sesto Calende, affinché le esamini ed assuma testimonianze sui vari capitoli.
Vengono prodotte alcune elezioni e dopo alcuni intoppi riammette il de Reghizellis nella cappella di Sant'Antonio, in virtù dell'elezione promossa della defunta donna Geronima.
In quegli anni, però, le cose stavano mutando; si era appena chiuso il Concilio ecumenico di Trento (1545-1563) ed iniziava un'azione politico-disciplnare intesa a restituire al clero l'antico prestigio.
Il cappellano de Reghizellis fu l'ultimo dei cappellani della cappella di Sant'Antonio di Oriano; dopo la sua morte inizia la serie di rettori della parrocchia.
Nel 19 dicembre 1618 la cappella viene benedetta; successivamente grazie al parroco Romorini vengono elencati i beni di ogni parrocchia, le reliquie che vengono esposte alla pubblica venerazione sono tre e in quella di Sant'Antonio era custodita in due cristalli collegati all'esterno da una sottilissima lastra d'argento e conservata in una custodia di legno verniciata in bianco.
Nel 4 agosto 1865 il Sindaco viene inviato a vigilare affinché nella parrocchia di Sant'Antonio abate non si effettuino elemosine o raccolte di denaro extra legali.
Al tempo la chiesa di Sant'Antonio abate era senza la sacra pietra nella mensa dell'altare, non aveva il lavello e la porta non si chiudeva in assenza della chiave non aveva neanche la campana.
Vengono fatte alcune modifiche ma avendo troppe cose da costruire una volta visitata viene dichiarata non consacrata, dopo alcuni anni vengono spostati tutti i beni dalla chiesa di Sant'Antonio a quella di San Martino che la sostituisce facendo diventare la cappella di Sant'Antonio un oratorio.
In seguito ad anni di quasi inutilizzo, se non come oratorio, della cappella viene decretato che affinché non crolli, venga restaurata la chiesa di Sant'Antonio.
La costruzione di questa chiesa rimane ancora oggi anonima.
L'organizzazione della parrocchia di Sant'Antonio abate di Oriano sopra Ticino, nella sua configurazione odierna, ebbe compimento con l'anno 1898 tramite il distacco di Oneda da Mercallo.

## Architettura
La facciata è a capanna e introduce l’unica navata interna. 
La visione è arricchita da un finestrino tripartito la cui apertura centrale è posta in rilievo grazie a gioco di cornici classiche in rilievo. Al di sotto, si apre il portale trilitico con ali spezzate, sopra l'ornamento, poste a inquadrare una riserva circolare nell’intonaco, destinata a un’immagine affrescata oggi quasi evanescente.
L’ampio rettangolo dell’aula fedeli si presenta come un unico ambiente senza scansioni sulle murature, coperto con una sequenza di volte a vela non sorrette da archi trasversali.
Davanti all’arco trionfale si aprono due cappelle laterali ridotte in elevazione.  In corrispondenza del presbiterio, l’ambiente si restringe in una campata quadrata coperta con volta a vela.
L’abside è in curva e termina con una semi-cupola a spicchi impostata sul catino e raccordata al vertice all’altezza della volta del presbiterio. Il complesso è corredato di campanile e completato con ambienti accessori tra cui a destra della facciata, un allungato oratorio di confraternita che offre il suo ingresso a lato di quello principale. Il battistero è ospitato in una cappella ricavata nella parete sinistra della prima campata.
Il campanile si eleva sul fianco settentrionale. La chiesa è orientata con l'abside a est.